# Polirritmia

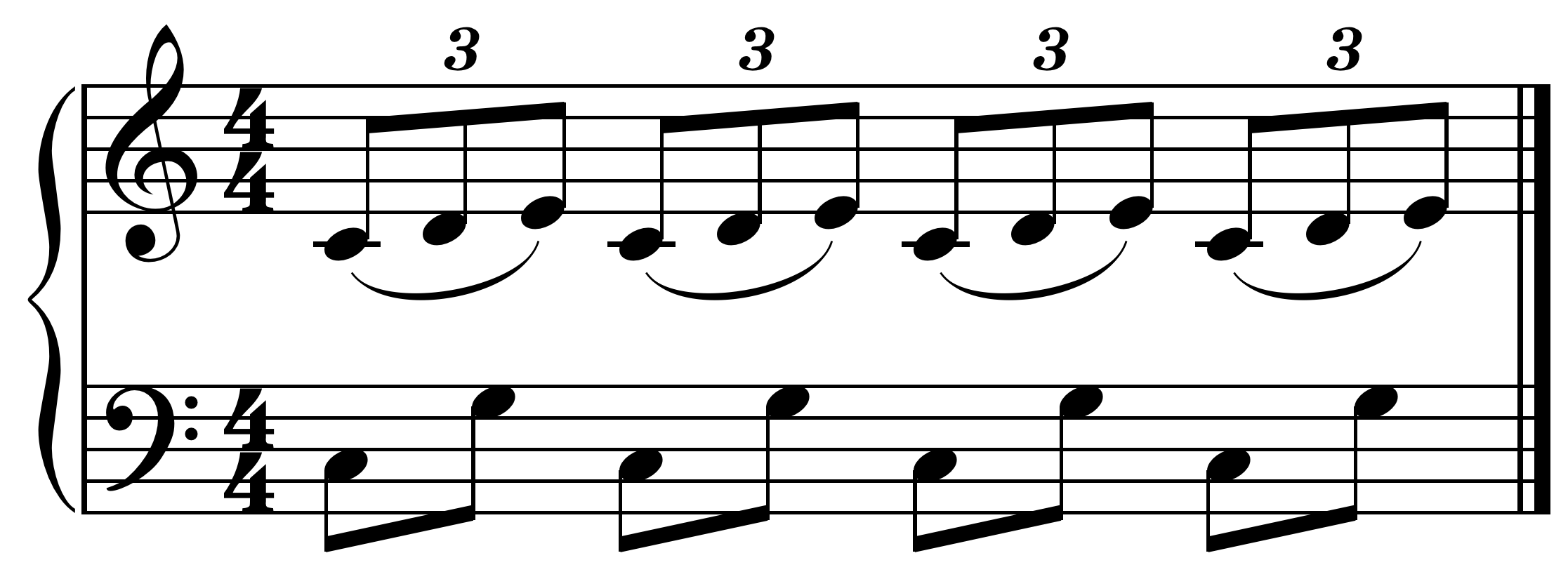
Polirritmia: Tercinas durante duplets em todos os quatro tempos

Polirritmia é o uso simultâneo de duas ou mais estruturas rítmicas diferentes, que não são prontamente percebido como derivando uma da outra, na constituição de uma peça musical.
O conflito rítmico pode ser a base de toda uma peça de música (ritmo cruzado), ou uma interrupção momentânea. A polirritmia pode ser distinguida a partir de ritmos irracionais, o que pode ocorrer dentro do contexto de uma única parte; polirritmos requerem pelo menos dois ritmos para serem utilizados simultaneamente, um dos quais é tipicamente um ritmo irracional.
Como exemplos de polirritmia podem ser mencionados os primeiros minutos da Terceira Sinfona de Beethoven, o primeiro movimento do Concerto para Violino de Brahms, a música Kashmir do Led Zeppelin e o início da música Close To The Edge do Yes.[carece de fontes?]